# Колаку (Дамбовица)
Колаку (рум. Colacu) насеље је у Румунији у округу Дамбовица у општини Ракари. Oпштина се налази на надморској висини од 138 m.

## Становништво
Према подацима из 2002. године у насељу је живело 1045 становника, од којих су сви румунске националности.